# A. P. Moller-Maersk Group

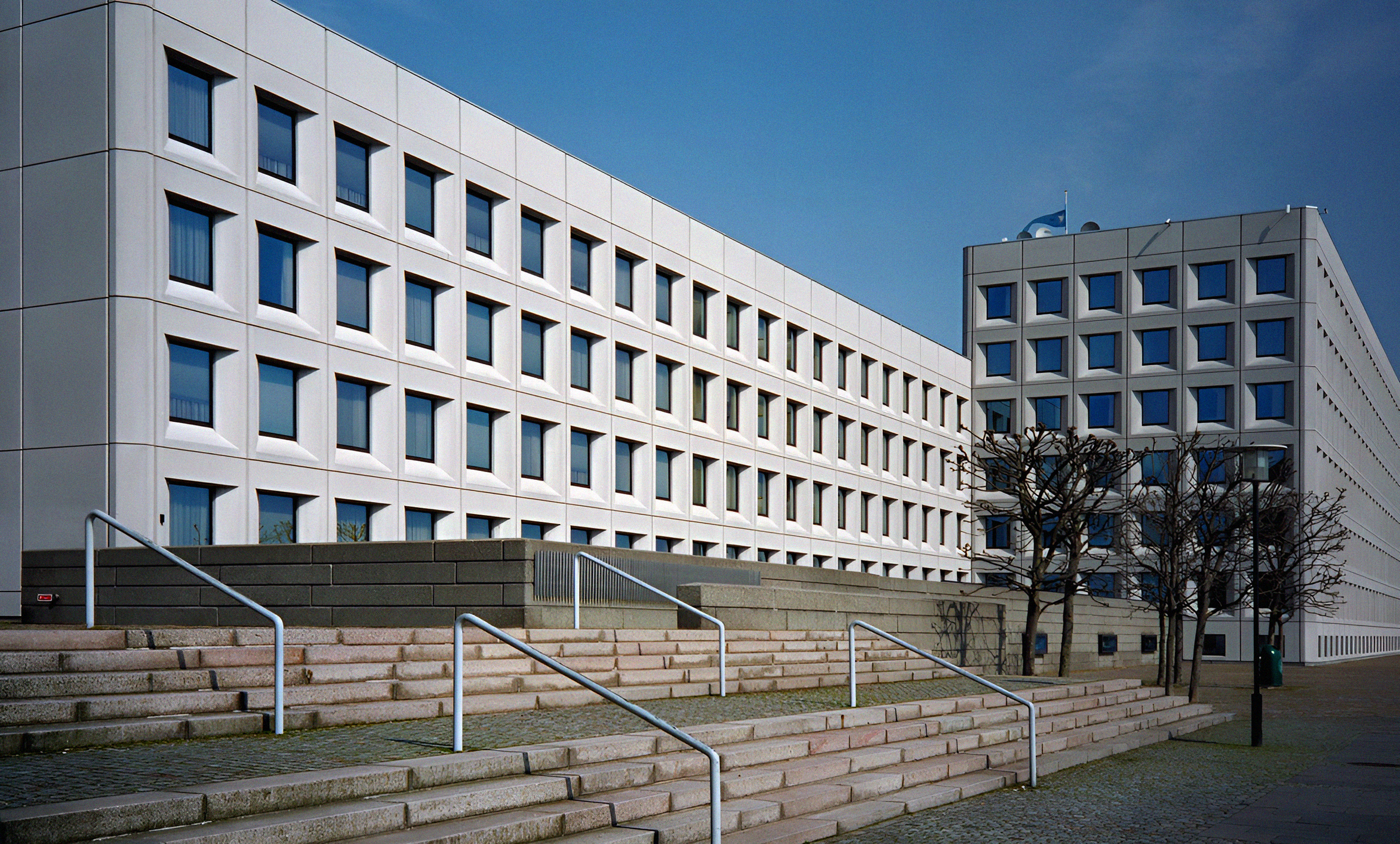
Sediul central al Maersk-ului din Copenhaga

A.P. Moller-Maersk Group, conform originalului din daneză: A.P. Møller-Mærsk Gruppen, este o companie de tip conglomerat daneză, mult mai bine cunoscută ca Maersk.
Maersk-ul este activă într-o multitudine de sectoare economice, mai ales în domeniile transportării containerelor, cu ajutorul unei flote comerciale și a energiei, prin implicarea în exploatarea țițeiului. Maersk este cel mai mare operator în transportul maritim containerizat și, simultan, cel mai mare operator de vase de transport maritim.
Sediul companiei "Maersk" este în capitala daneză, dar ea are subsidiare și oficii în peste 130 de țări în întreaga lume.